# Vršice
Vršice je vesnice v okrese Kolín, je součástí obce Zásmuky. Nachází se asi 1,5 kilometru západně od Zásmuk. Vršice je také název katastrálního území o rozloze 2,35 km².

## Historie
První písemná zmínka o vesnici pochází z roku 1415.